# Erebia infraargentea
Erebia infraargentea är en fjärilsart som beskrevs av Ruggero Verity 1919. Erebia infraargentea ingår i släktet Erebia och familjen praktfjärilar. Inga underarter finns listade i Catalogue of Life.